# Fains
Fains är en kommun i departementet Eure i regionen Normandie i norra Frankrike. Kommunen ligger i kantonen Pacy-sur-Eure som tillhör arrondissementet Évreux. År 2022 hade Fains 423 invånare.

## Befolkningsutveckling
Antalet invånare i kommunen Fains
Referens:INSEE